# سکوی بازدید

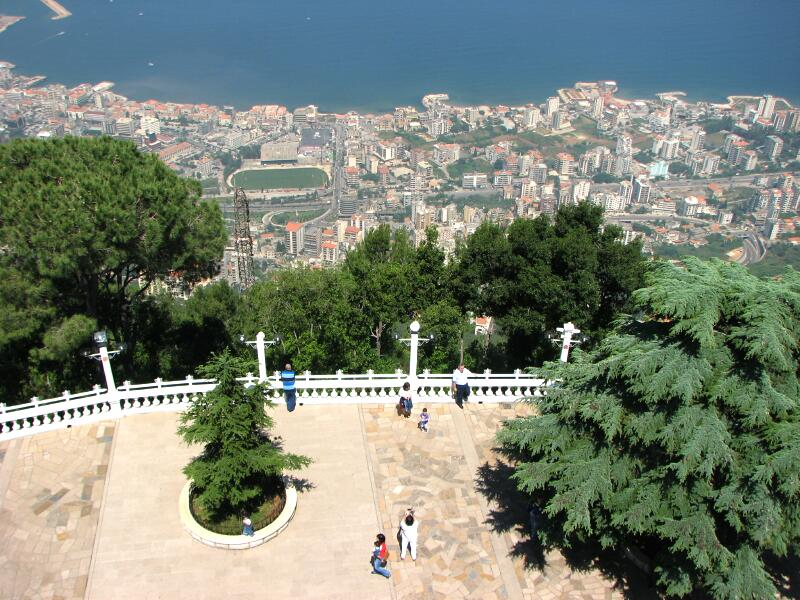
سکوی بازدید معبد بانوی لبنانی ما در جونیه، بیروت و با دید دریای مدیترانه.

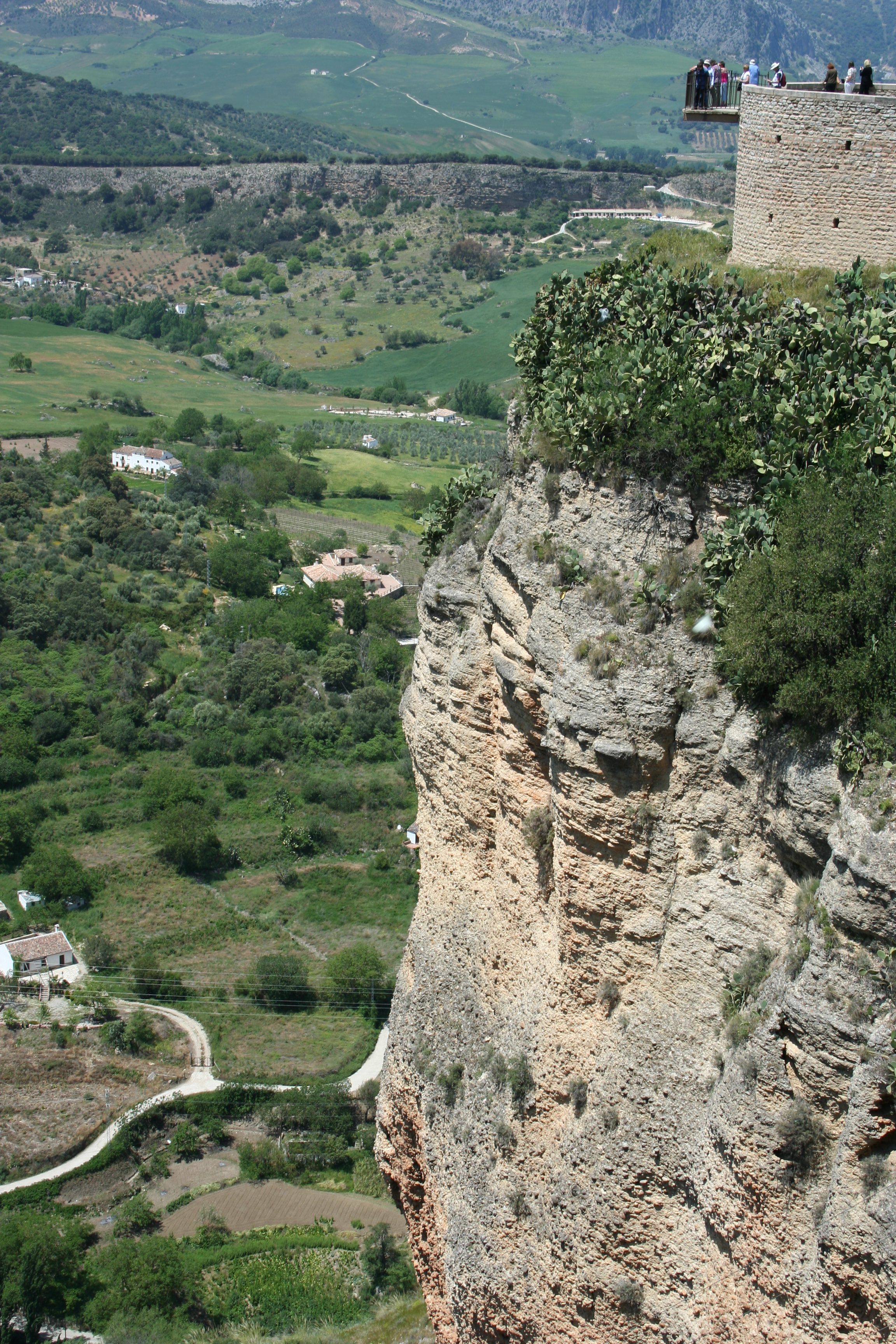
سکوی بازدید ۱۰ متری روندا، اسپانیا.

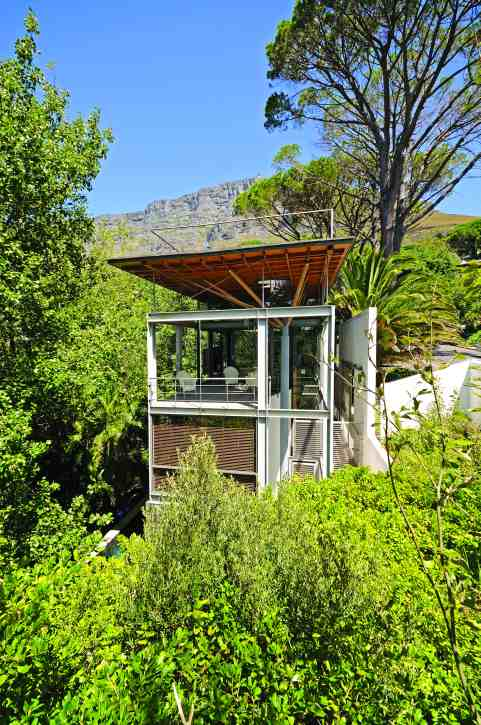
یک خانه درختی چندطبقه در کیپ‌تاون آفریقای جنوبی که یک سکوی بازدید روی سقف آن قرار دارد.

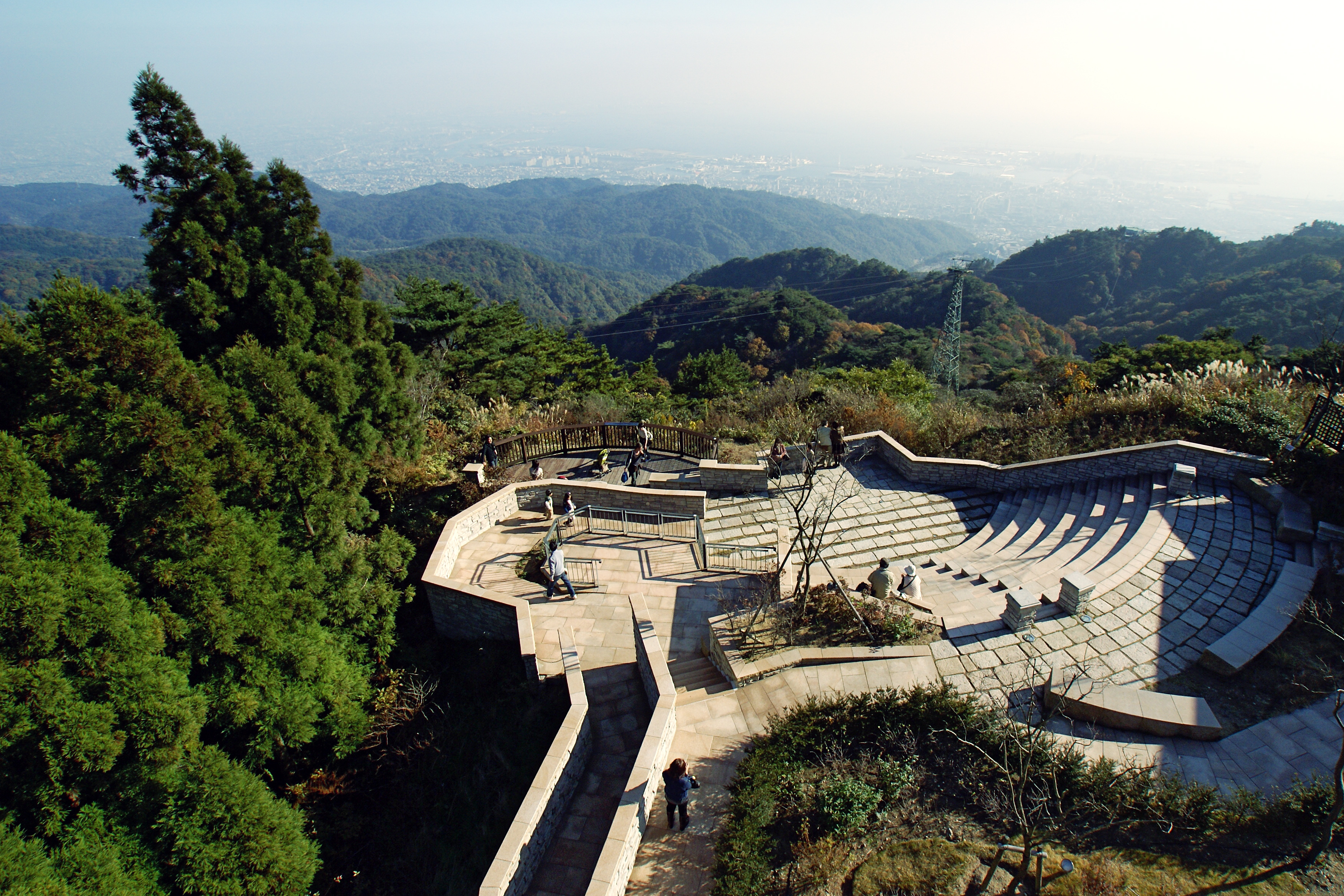
یک سکوی بازدید در تراس باغ روکو در ژاپن

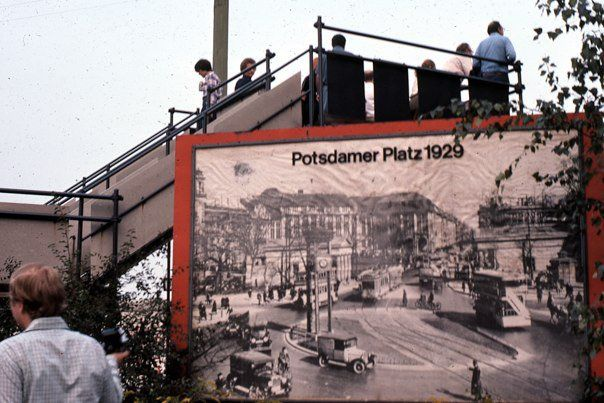
یک سکوی بازدید در برلین غربی با چشم‌انداز پوتسدامر پلاتس در سوی دیگر دیوار برلین به سال ۱۹۷۷.

سکوی بازدید یا سکوی مشاهده، یک سازه برآمده و بیش‌تر و نه همیشه، به منظور مشاهده مناظر توسط گردشگران در یک مکان یا ساختمان مرتفع چون آسمان‌خراش‌ها یا برج‌های دیده‌بانی ساخته می‌شود. معمولاً در این سازه‌ها، از آنجا که سرپوشیده هستند، دوربین‌هایی قرار دارند که کاربران با انداختن سکه درون محفظه آن‌ها قادرند مناظر دور را مشاهده کنند.

## فهرست سکوهای بازدید عمومی
در زیر به مشهورترین سکوهای بازدید ساخت بشر اشاره می‌شود:
|      | نام                             | تاریخ ساخت | گونه                  | مکان (رده‌بندی برپایه کشور) | ارتفاع سکو (متر) | ارتفاع کل (متر) | یادداشت‌ها |
| ---- | ------------------------------- | ---------- | --------------------- | -------------------------- | ---------------- | --------------- | --- |
| ۱    | برج خلیفه                       | ۲۰۱۰       | آسمان‌خراش             | شهر دبی                    | ۵۵۵              | ۸۲۹٫۸           | سکوی بازدید که در طبقه ۱۴۸ این برج واقع است، در سال ۲۰۱۴ بازگشایی شد. |
| ۲    | برج کانتون                      | ۲۰۱۱       | برج فولادی            | گوانگ‌ژو                    | ۴۸۸              | ۶۰۰             | بلندترین سکوی این برج که در ۲۰۱۱ بازگشایی شد، در ارتفاع ۴۴۸ متری واقع است.                                                                                                   |
| ۳    | مرکز مالی جهانی شانگهای         | ۲۰۰۸       | آسمان‌خراش             | شانگهای                    | ۴۷۴              | ۴۹۲٫۳           | واقع در طبقات ۹۴، ۹۷ و ۱۰۰، |
| ۴    | توکیو اسکای‌تری                  | ۲۰۱۲       | برج فولادی            | توکیو                      | ۴۵۱٫۲            | ۶۳۴             | دارای سه سکوی بازدید |
| ۵    | برج سی‌ان                        | ۱۹۷۶       | برج بتونی             | تورنتو                     | ۴۴۶٫۷            | ۵۵۳٫۳           | دارای دو سکوی بازدید. |
| ۶    | برج ویلیس (برج سیرز پیشین)      | ۱۹۷۴       | آسمان‌خراش             | شیکاگو                     | ۴۱۲٫۷            | ۵۲۷٫۳           | این سکو که واقع در طبقه ۱۰۰ است، سومین سکوی بلند در یک سازه است. |
| ۷    | Sky100, اینترنشنال کامرس سنتر   | ۲۰۱۱       | آسمان‌خراش             | هنگ کنگ                    | ۳۹۳              | ۴۸۴             | سکو واقع در طبقه ۱۰۰ است و دید ۳۶۰ درجه‌ای دارد. این سکو بلندترین در هنگ‌کنگ است.                                                                                              |
| ۸    | تایپه ۱۰۱                       | ۲۰۰۴       | آسمان‌خراش             | تایپه                      | ۳۹۱٫۶            | ۵۰۹٫۲           | سکوی بازدید روباز این برج که واقع در طبقه ۲۱ است، زمانی بلندترین سکوی بازدید روباز جهان بود. یک سکوی روبسته در طبقه ۸۹ نیز وجود دارد که ارتفاع آن ۳۸۳٫۲ متر (۱٬۲۵۷ فوت) است. |
| ۹    | مرکز تجارت جهانی یک             | ۲۰۱۵       | آسمان‌خراش             | نیویورک                    | ۳۸۶٫۶            | ۵۴۱٫۳           | واقع در طبقات ۱۰۰، ۱۰۱ و ۱۰۲ |
| ۱۰   | برج‌های دوقلوی پتروناس           | ۱۹۹۸       | آسمان‌خراش             | کوالا لامپور               | ۳۷۰              | ۴۵۲٫۹           | واقع در طبقه ۸۶ |
| ۱۱   | ساختمان امپایر استیت            | ۱۹۳۱       | آسمان‌خراش             | نیویورک                    | ۳۶۹              | ۴۴۸٫۷           | واقع در طبقات ۸۶ و ۱۰۲ |
| ۱۲   | برج مروارید خاور                | ۱۹۹۴       | برج بتونی             | شانگهای                    | ۳۵۰              | ۴۶۷٫۹           | دارای ۱۵ سکوی بازدید که بلندترینشان روباز است. |
| ۱۳   | برج تانتکس اسکای                | ۱۹۹۷       | آسمان‌خراش             | کاوهسیونگ                  | ۳۴۱              | ۳۴۷٫۵           | واقع در طبقه ۷۴ |
| ۱۴   | برج جین مائو                    | ۱۹۹۸       | آسمان‌خراش             | شانگهای                    | ۳۴۰٫۱            | ۴۲۱٫۵           | واقع در طبقه ۸۸ |
| ۱۵   | برج اوستانکینو                  | ۱۹۶۷       | برج بتونی             | مسکو                       | ۳۴۰              | ۵۴۰٫۱           | واقع در ۳۳۷ متری سطح زمین |
| ۱۶   | مرکز جان هنکاک                  | ۱۹۶۹       | آسمان‌خراش             | شیکاگو                     | ۳۱۳٫۸            | ۳۴۳٫۵           | واقع در طبقه ۹۴. |
| ۱۷   | برج میلاد                       | ۲۰۰۷       | برج بتونی             | تهران                      | ۳۱۲              | ۴۳۵             | واقع در آخرین طبقه |
| ۱۸   | برج ۳ مرکز تجارت جهانی چین      | ۲۰۱۰       | آسمان‌خراش             | پکن                        | ۳۱۱٫۸            | ۳۳۰             | واقع در طبقه ۸۱ |
| ۱۹   | Abenobashi Terminal Building    | ۲۰۱۴       | آسمان‌خراش             | اوساکا                     | ۳۰۰              | ۳۰۰             | واقع در طبقات ۵۸ تا ۶۰ |
| ۲۰   | برج یو. اس. بانک                | ۱۹۸۹       | آسمان‌خراش             | لس آنجلس                   | ۲۹۷              | ۳۱۰             | واقع در طبقه ۷۰ |
| ۲۱   | برج ژونگیوان                    | ۲۰۱۱       | برج فولادی            | ژنگژو                      | ۲۹۲              | ۳۸۸             | |
| ۲۲   | پل رویال جورج                   | ۱۹۲۹       | پل                    | کلرادو                     | ۲۹۱              | ۳۲۱             | سکوی بازدید با چشم‌انداز رود آرکانزاس |
| =۲۳  | Grande Dixence Dam              | ۱۹۶۴       | سد                    | کانتون وله                 | ۲۸۵              | ۲۸۵             | |
| =۲۳  | برج یوریکا                      | ۲۰۰۷       | آسمان‌خراش             | ملبورن                     | ۲۸۵              | ۲۹۷٫۳           | واقع در طبقه ۸۸ و ۲۸۵ متری سطح زمین |
| ۲۴   | SEG Plaza                       | ۲۰۰۰       | آسمان‌خراش             | شنژن                       | ۲۸۴              | ۳۵۵٫۸           | |
| ۲۵   | OUB Centre                      | ۲۰۱۰       | آسمان‌خراش             | سنگاپور                    | ۲۸۰              | ۲۸۰             | روی سقف این آسمان‌خراش یک گالری هنری وجود دارد. 1-Altitude |
| ۲۶   | برج ایفل                        | ۱۸۸۹       | برج مشبک از آهن ساخته | پاریس                      | ۲۷۶٫۱            | ۳۲۴             | واقع در طبقه ۳ |
| ۲۷   | برج کوالالامپور                 | ۱۹۹۶       | برج بتونی             | کوالا لامپور               | ۲۷۶              | ۴۲۱             | |
| ۲۸   | کلمبیا سنتر                     | ۱۹۸۵       | آسمان‌خراش             | سیاتل                      | ۲۷۵              | ۲۸۴             | واقع در طبقه ۷۳ |
| ۲۹   | Yokohama Landmark               | ۱۹۹۳       | آسمان‌خراش             | یوکوهاما                   | ۲۷۳              | ۲۹۶             | واقع در طبقه ۶۹ |
| ۳۰   | پل میلو                         | ۲۰۰۴       | پل                    | مییو                       | ۲۷۰              | ۳۴۳             | واقع در ۲۷۰ متری سطح زمین |
| ۳۱   | بنک آو آمریکا پلازا (دالاس)     | ۱۹۸۵       | آسمان‌خراش             | دالاس                      | ۲۶۸٫۴            | ۲۸۱             | واقع در طبقات ۷۰ و ۷۱ ۲۶۴٫۶ متر (۸۶۸ فوت). |
| ۳۲   | برج جی‌پی مورگان چیس             | ۱۹۸۲       | آسمان‌خراش             | هیوستون                    | ۲۶۸٫۲            | ۳۰۵٫۴           | واقع در طبقه ۶۰ |
| ۳۳   | برج سیدنی                       | ۱۹۸۱       | برج فولادی            | سیدنی                      | ۲۶۸              | ۳۰۹             | |
| ۳۴   | استراتوسفر لاس وگاس             | ۱۹۹۶       | برج بتونی             | لاس وگاس                   | ۲۶۶              | ۳۵۰٫۲           | واقع در طبقه ۱۰۸ (سرپوشیده) |
| ۳۵   | Vajont Dam                      | ۱۹۶۱       | سد                    | Erto e Casso               | ۲۶۱٫۶            | ۲۶۱٫۶           | سکوی بازدید این سد به روی عموم بسته است. |
| ۳۶   | برج بزرگ سانتیاگو               | ۲۰۱۳       | آسمان‌خراش             | سانتیاگو                   | ۲۶۱              | ۳۰۰             | واقع در طبقه ۶۲ و روباز |
| ۳۷   | ساختمان جی‌ئی                    | ۱۹۳۳       | آسمان‌خراش             | نیویورک                    | ۲۵۹٫۱            | ۲۵۹٫۱           | واقع در طبقه ۷۰ (آخرین طبقه) |
| ۳۸   | برج رادیو و تلویزیونی تیانجین   | ۱۹۹۱       | برج بتونی             | تیانجین                    | ۲۵۷              | ۴۱۵٫۲           | این برج دارای "محفظه بازدید" است. |
| ۳۹   | ساختمان ۴۰ وال‌استریت            | ۱۹۲۹       | آسمان‌خراش             | نیویورک                    | ۲۵۵              | ۲۸۳             | این برج زمانی پس از ایفل، دومین سکوی بازدید مرتفع دنیا را داشت. |
| ۴۰   | ساختمان امریکن اینترنشنال       | ۱۹۳۲       | آسمان‌خراش             | نیویورک                    | ۲۵۰٫۲            | ۲۹۰             | پس از حملات ۱۱ سپتامبر تنها روزهای ویژه‌ای باز است. |
| =۴۱  | Rinku Gate Tower                | ۱۹۹۶       | آسمان‌خراش             | اوساکا                     | ۲۵۰              | ۲۵۶             | |
| =۴۱  | Mauvoisin Dam                   | ۱۹۵۷       | سد                    | Bagnes                     | ۲۵۰              | ۲۵۰             | در سال ۱۹۹۱، ارتفاع آن ۱۳٫۵ متر افزایش یافت. |
| ۴۲   | برج توکیو                       | ۱۹۵۸       | برج با تراس فولادی    | توکیو                      | ۲۴۹٫۹            | ۳۳۲٫۶           | واقع در طبقه ۶ |
| ۴۳   | ساختمان ۶۳                      | ۱۹۸۵       | آسمان‌خراش             | سئول                       | ۲۴۹              | ۲۵۰             | واقع در طبقه ۶۰. کره شمالی از روی این سکو در روزهای صاف قابل مشاهده است. |
| ۴۴   | Midland Square                  | ۲۰۰۷       | آسمان‌خراش             | ناگویا، آیچی               | ۲۴۷              | ۲۴۷             | واقع در طبقه ۴۷ |
| ۴۵   | برج شارد لندن                   | ۲۰۱۳       | آسمان‌خراش             | لندن                       | ۲۴۴٫۸            | ۳۰۶             | واقع در طبقه ۷۲ |
| ۴۶   | برج رادیو و تلویزیون مرکزی پکن  | ۱۹۹۲       | برج بتونی             | پکن                        | ۲۳۸              | ۴۰۵             | |
| ۴۷   | Sunshine 60                     | ۱۹۷۸       | آسمان‌خراش             | توکیو                      | ۲۳۷٫۶            | ۲۳۹٫۸           | |
| ۴۸   | Istanbul Sapphire               | ۲۰۱۱       | آسمان‌خراش             | استانبول                   | ۲۳۶              | ۲۶۱             | واقع در طبقه ۵۶ با سقف باز |
| ۴۹   | برج فدراسیون                    | ۲۰۰۸       | آسمان‌خراش             | مسکو                       | ۲۳۵              | ۲۵۲             | واقع در طبقه ۶۲ |
| ۵۰   | برج کیو یک گلدکست               | ۲۰۰۵       | آسمان‌خراش             | گلد کوست                   | ۲۳۰              | ۳۲۳             | واقع در طبقه ۷۸ |
| ۵۱   | برج مروارید باختر               | ۲۰۰۶       | برج بتونی             | چنگدو                      | ۲۳۰              | ۳۳۹             | |
| ۵۲   | Roppongi Hills Mori Tower       | ۲۰۰۳       | آسمان‌خراش             | توکیو                      | ۲۲۹٫۳            | ۲۳۸             | سکوی سقف بسته در طبقه ۵۲ و سقف باز در طبقه ۵۴ |
| ۵۳   | Olympic Park Observation Tower  | ۲۰۱۴       | برج فولادی            | پکن                        | ۲۲۸              | ۲۵۸             | دارای چندین طبقه ویژه بازدید. |
| ۵۴   | یوروپاتورم                      | ۱۹۷۹       | برج بتونی             | فرانکفورت                  | ۲۲۷              | ۳۳۷٫۵           | از ۱۹۹۲ تا کنون به روی عموم بسته است. |
| =۵۵  | Luzzone Dam                     | ۱۹۶۳       | سد                    | Blenio                     | ۲۲۵              | ۲۲۵             | |
| =۵۵  | Rialto Towers                   | ۱۹۸۶       | اداره                 | ملبورن                     | ۲۲۵              | ۲۴۲٫۳           | |
| =۵۶  | Carlton Centre                  | ۱۹۷۳       | ساختمان               | ژوهانسبورگ                 | ۲۲۳              | ۲۲۳             | واقع در طبقه ۵۰ |
| =۵۶  | برج ماکائو                      | ۲۰۰۱       | برج بتونی             | ماکائو                     | ۲۲۳              | ۳۳۸             | |
| =۵۷  | Verzasca Dam                    | ۱۹۶۵       | سد                    | کانتون تیچینو              | ۲۲۰              | ۲۲۰             | |
| =۵۷  | Westin Peachtree                | ۱۹۷۳       | آسمان‌خراش             | آتلانتا                    | ۲۲۰              | ۲۲۰             | واقع در طبقه ۷۳ |
| =۵۷  | Mratinje Dam                    | ۱۹۷۵       | سد                    | فهرست شهرهای مونته‌نگرو     | ۲۲۰              | ۲۲۰             | در فهرست شهرهای مونته‌نگرو |
| =۵۷  | اسکای تاور                      | ۱۹۹۷       | برج بتونی             | آوکلند                     | ۲۲۰              | ۳۲۸             | |
| ۵۸   | لونگ تا                         | ۲۰۰۰       | برج مشبک فولادی       | هاربین                     | ۲۱۶٫۱            | ۳۳۵٫۹           | |
| ۵۹   | Terminal Tower                  | ۱۹۳۰       | آسمان‌خراش             | کلیولند، اوهایو            | ۲۱۶              | ۲۳۵             | |
| ۶۰   | برج پرودنشال                    | ۱۹۶۴       | آسمان‌خراش             | بوستون                     | ۲۱۳              | ۲۲۸             | واقع در طبقه ۵۰ |
| ۶۱   | رنسانس سنتر                     | ۱۹۷۷       | آسمان‌خراش             | دیترویت                    | ۲۱۲٫۳            | ۲۲۱٫۵           | واقع در طبقه ۷۰ |
| ۶۲   | Act Tower                       | ۱۹۹۴       | آسمان‌خراش             | هاماماتسو                  | ۲۱۱              | ۲۱۳             | |
| ۶۳   | Tour Montparnasse               | ۱۹۷۲       | آسمان‌خراش             | پاریس                      | ۲۰۹              | ۲۰۹             | |
| ۶۴   | برج برلین                       | ۱۹۶۹       | برج بتونی             | برلین                      | ۲۰۷              | ۳۶۸             | |
| ۶۵   | Almendra Dam                    | ۱۹۷۰       | سد                    | Almendra                   | ۲۰۲              | ۲۰۲             | |
| ۶۶   | برج آسمان (وروتسواف)            | ۲۰۱۲       | آسمان‌خراش             | وروتسواف                   | ۲۰۱              | ۲۱۲             | بلندترین برج لهستان |
| =۶۷  | Kölnbrein سد                    | ۱۹۷۹       | سد                    | Malta                      | ۲۰۰              | ۲۰۰             | |
| =۶۷  | Main Tower                      | ۱۹۹۹       | آسمان‌خراش             | فرانکفورت                  | ۲۰۰              | ۲۴۰             | |
| ۶۸   | Fernmeldeturm Nürnberg          | ۱۹۸۰       | برج بتونی             | نورنبرگ                    | ۱۹۴              | ۲۹۲             | سکوی بازدید این برج اختصاصی است و برای عموم قرار است سکوی بازدید دیگری ساخته شود.                                                                                            |
| ۶۹   | Olympiaturm                     | ۱۹۶۸       | برج بتونی             | مونیخ                      | ۱۹۲              | ۲۹۱             | |
| ۷۰   | Vysotsky                        | ۲۰۱۱       | آسمان‌خراش             | یکاترینبورگ                | ۱۸۶              | ۱۸۸٫۳           | سکوی بازدید این آسمان‌خراش در سال ۲۰۱۲ بازگشایی شد. |
| ۷۱   | طاق دروازه                      | ۱۹۶۵       | سازه فولادی و بتونی   | سنت لوئیس                  | ۱۸۵              | ۱۹۲             | [ نیازمند منبع ] |
| ۷۲   | بیتکس کو                        | ۲۰۱۰       | آسمان‌خراش             | هوشی‌مین (شهر)              | ۱۸۱              | ۲۶۲٫۵           | واقع در طبقه ۴۷ |
| ۷۳   | Colonius                        | ۱۹۶۸       | برج بتونی             | کلن                        | ۱۷۷              | ۲۶۶             | |
| ۷۴   | برج آمریکاس                     | ۱۹۶۸       | برج بتونی             | سان آنتونیو                | ۱۷۶              | ۲۲۹             | |
| ۷۵   | ورزشگاه المپیک مونترآل          | ۱۹۸۷       | برج بتونی             | مونترآل                    | ۱۷۵              | ۱۷۵             | |
| ۷۶   | Rheinturm                       | ۱۹۸۲       | برج بتونی             | دوسلدورف                   | ۱۷۴٫۵            | ۲۴۰٫۵           | |
| ۷۷   | Carew Tower                     | ۱۹۳۱       | آسمان‌خراش             | سینسینتی، اوهایو           | ۱۷۱٫۳            | ۱۷۵             | واقع در سقف |
| ۷۸   | برج ریونیون                     | ۱۹۷۸       | برج بتونی             | دالاس                      | ۱۷۰٫۷            | ۱۷۰٫۷           | از ۱۶ نوامبر ۲۰۰۷ کار تعمیرات آن به پایان رسیده است. |
| ۷۹   | Shennong Tower                  | ۱۹۹۹       | برج بتونی             | ژانژو                      | ۱۷۰              | ۲۹۳             | |
| ۸۰   | Donauturm                       | ۱۹۶۴       | برج بتونی             | وین                        | ۱۶۹٫۴            | ۲۵۲             | |
| ۸۱   | N Seoul Tower                   | ۱۹۷۵       | برج فولادی            | سئول                       | ۱۶۸٫۳            | ۲۳۶٫۷           | |
| ۸۲   | برج سوزن فضایی                  | ۱۹۶۲       | برج فولادی            | سیاتل                      | ۱۵۸٫۵            | ۱۸۴٫۴           | |
| ۸۳   | برج کالگری                      | ۱۹۶۸       | برج بتونی             | کلگری                      | ۱۵۷٫۵            | ۱۹۰٫۸           | |
| ۸۴   | Fernsehturm Stuttgart           | ۱۹۵۶       | برج بتونی             | اشتوتگارت                  | ۱۵۳              | ۲۱۶٫۶           | کوهستان آلپ و جنگل سیاه را می‌توان از فراز این سکو در روزهای صاف مشاهده کرد.                                                                                                  |
| ۸۵   | Philadelphia City Hall          | ۱۹۰۱       | برج ماسونی            | فیلادلفیا، پنسیلوانیا      | ۱۵۲              | ۱۶۷             | |
| ۸۶   | برج نینا                        | ۲۰۰۶       | آسمان‌خراش             | هنگ کنگ                    | ۱۵۱٫۷            | ۳۲۰             | واقع در طبقه ۴۱ |
| ۸۷   | Fernsehturm Dresden-Wachwitz    | ۱۹۶۹       | برج بتونی             | درسدن                      | ۱۴۵              | ۲۵۲             | |
| ۸۸   | پاریس لاس وگاس                  | ۱۹۹۹       | برج فولادی            | پارادایس، نوادا            | ۱۴۰٫۲            | ۱۶۴٫۶           | [ نیازمند منبع ] |
| ۸۹   | Foshay Tower                    | ۱۹۲۹       | آسمان‌خراش             | مینیاپولیس                 | ۱۳۶٫۲            | ۱۸۵             | واقع در طبقه ۳۰ |
| ۹۰   | برج کاستم هاوس                  | ۱۹۱۵       | آسمان‌خراش             | بوستون                     | ۱۳۶              | ۱۵۱             | واقع در طبقه ۲۶ |
| =۹۱  | کانزاس سیتی سیتی هال            | ۱۹۳۷       | آسمان‌خراش             | کانزاس‌سیتی، میزوری         | ۱۳۵              | ۱۵۱             | واقع در طبقه ۳۰ |
| =۹۲  | Avala Tower                     | ۲۰۰۹       | برج بتونی             | بلگراد                     | ۱۳۵              | ۲۰۴٫۵           | |
| ۹۳   | Penobscot Observatory           | ۲۰۰۷       | برجک پل               | Penobscot R                | ۱۳۳              | ۱۳۶             | واقع در طبقه ۳ |
| ۹۴   | Edifice Marie-Guyart            | ۱۹۷۲       | آسمان‌خراش             | کبک (شهر)                  | ۱۲۶٫۵            | ۱۲۶٫۵           | واقع در طبقه ۳۱ |
| ۹۵   | Smith Tower                     | ۱۹۱۴       | آسمان‌خراش             | سیاتل                      | ۱۲۲              | ۱۴۱             | واقع در طبقه ۳۵ |
| ۹۶   | برج‌های کویت                     | ۱۹۷۹       | برج بتونی             | کویت (شهر)                 | ۱۲۰              | ۱۸۷             | |
| ۹۷   | National Monument (Indonesia)   | ۱۹۷۵       | ستون یادبود هرمی      | جاکارتا                    | ۱۱۵              | ۱۳۲             | |
| ۹۸   | KölnTriangle                    | ۲۰۰۶       | آسمان‌خراش             | کلن                        | ۱۰۳٫۲            | ۱۰۳٫۲           | واقع در طبقه ۲۹ |
| ۹۹   | Faro de Moncloa                 | ۱۹۹۲       | برج بتونی             | مادرید                     | ۹۰               | ۱۱۰             | |
| ۱۰۰  | Alor Setar Tower                | ۱۹۹۸       | برج                   | الور ستار                  | ۸۸               | ۱۶۵٫۵           | |
| ۱۰۱  | Soldiers' and Sailors' Monument | ۱۸۸۸       | ستون یادبود هرمی      | ایندیاناپولیس              | ۸۴               | ۸۷              | |
| ۱۰۲  | یادبود ماسونی جرج واشینگتن      | ۱۹۳۲       | سازه سنگی             | الکساندریا، ویرجینیا       | ۸۲               | ۱۰۱             | چشم‌اندازهای واشینگتن و ویرجینیای شمالی از فراز این سکو قابل تماشا هستند. این سکو در روزهای تعطیل ملی باز است.                                                                |
| ۱۰۳  | تندیس آزادی                     | ۱۸۸۶       | تندیس                 | جزیره آزادی                | ۸۰               | ۹۳              | سکوی بازدید در قسمت تاج تندیس واقع است. (در ۱۹۱۶ سکوی بازدید واقع در مشعل تندیس به روی عموم بسته شد)                                                                         |
| ۱۰۴  | Antey-1                         | ۲۰۰۴       | آسمان‌خراش             | یکاترینبورگ                | ۷۶               | ۷۶              | |
| =۱۰۵ | لیبرتی مموریال                  | ۱۹۲۶       | برج بتونی             | کانزاس‌سیتی، میزوری         | ۶۶               | ۶۶              | |
| =۱۰۵ | Mt Washington Towers            | ۲۰۰۰       | سازه فولادی           | پیتسبرگ، پنسیلوانیا        | ۶۶               | ۶۶              | چشم‌اندازی از مرکز شهر پیتزبورگ از فراز این سکو قابل مشاهده است. |
| ۱۰۶  | Coit Tower                      | ۱۹۳۳       | برج بتونی             | سان فرانسیسکو              | ۶۴               | ۶۴              | |
| ۱۰۷  | برج هنکوک                       | ۱۹۷۶       | آسمان‌خراش             | بوستون                     | ۶۰               | ۲۴۱             | از زمان حملات ۱۱ سپتامبر به روی عموم بسته شد. |

## فهرست بلندترین سکوهای بازدید برپایه گونه
| گونه          | نام و مکان                                       | تاریخ ساخت | ارتفاع              | یادداشت‌ها       |
| ------------- | ------------------------------------------------ | ---------- | ------------------- | --------------- |
| فضای روبسته   | مرکز مالی جهانی شانگهای، شانگهای، جمهوری خلق چین | ۲۰۰۸       | ۴۷۴ متر (۱٬۵۵۵ فوت) |                 |
| فضای روباز    | برج خلیفه، شهر دبی، امارات متحده عربی            | ۲۰۱۰       | ۵۵۵ متر (۱٬۸۲۱ فوت) |                 |
| روی آسمان‌خراش | برج خلیفه، شهر دبی، امارات متحده عربی            | ۲۰۱۰       | ۵۵۵ متر (۱٬۸۲۱ فوت) |                 |
| روی برج       | برج کانتون، گوانگ‌ژو، جمهوری خلق چین              | ۲۰۱۱       | ۴۸۸ متر (۱٬۶۰۱ فوت) |                 |
| پل            | پل رویال جورج                                    | ۱۹۲۹       | ۲۹۱ متر (۹۵۵ فوت)   | بالای سطح دریا. |
| سد            | Grande Dixence Dam                               | ۱۹۶۴       | ۲۸۵ متر (۹۳۵ فوت)   |                 |

## روند ساخت بلندترین سکوهای بازدید
در اینجا روند ساخت بلندترین سکوهای بازدید از زمان ساخت برج ایفل در ۱۸۸۹ آورده شده است.
| دارنده رکورد | دارنده رکورد | نام و مکان                                              | تاریخ ساخت | ارتفاع بلندترین سکوی بازدید | یادداشت‌ها |
| از سال       | تا سال       | نام و مکان                                              | تاریخ ساخت | ارتفاع بلندترین سکوی بازدید | یادداشت‌ها |
| ------------ | ------------ | ------------------------------------------------------- | ---------- | --------------------------- | --- |
| ۱۸۸۹         | ۱۹۳۱         | برج ایفل، پاریس، فرانسه                                 | ۱۸۸۹       | ۲۷۵ متر (۹۰۲ فوت)           | دارای دو سکوی بازدید ۵۷ و ۱۱۵ متری. |
| ۱۹۳۱         | ۱۹۷۳         | ساختمان امپایر استیت، نیویورک، ایالات متحده آمریکا      | ۱۹۳۱       | ۳۶۹ متر (۱٬۲۱۱ فوت)         | دیگر سکوی بازدید این ساختمان در طبقه ۸۶ واقع است که ۳۲۰ متر ارتفاع دارد. |
| ۱۹۷۳         | ۱۹۷۴         | مرکز تجارت جهانی، نیویورک، ایالات متحده آمریکا          | ۱۹۷۳       | ۳۹۹٫۴ متر (۱٬۳۱۰ فوت)       | ارتفاع برج شمالی از سطح آب‌های آزاد، ۱۰ پا بالاتر بود. این برج که دارای یک سکوی بازدید روبسته در طبقه ۱۰۷ بود، پس از حملات ۱۱ سپتامبر نابود شد. این برج در ۴ آوریل ۱۹۷۳ بازگشایی شده بود.                     |
| ۱۹۷۴         | ۱۹۷۵         | برج ویلیس (برج سیرز پیشین)، شیکاگو، ایالات متحده آمریکا | ۱۹۷۴       | ۴۱۲٫۴ متر (۱٬۳۵۳ فوت)       | واقع در طبقه ۱۰۳ |
| ۱۹۷۵         | ۱۹۷۶         | مرکز تجارت جهانی، نیویورک، ایالات متحده آمریکا          | ۱۹۷۳       | ۴۱۹٫۷ متر (۱٬۳۷۷ فوت)       | برج جنوبی دارای یک سکوی بازدید روباز در سقف بود. این برج که در ۱۵ دسامبر ۱۹۷۵ بازگشایی شد، پس از حملات ۱۱ سپتامبر نابود شد.                                                                                  |
| ۱۹۷۶         | ۲۰۰۸         | برج سی‌ان، تورنتو، کانادا                                | ۱۹۷۶       | ۴۴۶٫۵ متر (۱٬۴۶۵ فوت)       | دارای دو سکوی بازدید در ۳۴۲ و ۳۴۶ متری سطح زمین. |
| ۲۰۰۸         | ۲۰۱۱         | مرکز مالی جهانی شانگهای، شانگهای، جمهوری خلق چین        | ۲۰۰۸       | ۴۷۴ متر (۱٬۵۵۵ فوت)         | سکوهای بازدید این برج در ارتفاع ۴۲۳ متر (۱٬۳۸۸ فوت) و ۴۳۹ متر (۱٬۴۴۰ فوت) قرار دارند. |
| ۲۰۱۱         | ۲۰۱۴         | برج کانتون، گوانگ‌ژو، جمهوری خلق چین                     | ۲۰۱۱       | ۴۸۸ متر (۱٬۶۰۱ فوت)         | سکوی بازدید روباز که در سقف برج واقع است در سال ۲۰۱۱ بازگشایی شد. همچنین سکوهای بازدید روبسته دیگری در ارتفاع‌های دیگر این برج نیز هست که بلندترینشان در ارتفاع ۴۳۳٫۲ متر (۱٬۴۲۱ فوت) قرار دارد.              |
| ۲۰۱۴         | تا کنون      | برج خلیفه، شهر دبی، امارات متحده عربی                   | ۲۰۱۰       | 555 m (1,821 ft)            | سکوی بازدید این برج در طبقه ۱۴۸ واقع است که در سال ۲۰۱۴ بازگشایی شد. همچنین یک سکوی بازدید دیگر به ارتفاع ۴۵۲٫۱ متر (۱٬۴۸۳ فوت) در طبقه ۱۲۴ هست که از زمان ساخت برج و بازگشایی آن، به روی عموم باز بوده است. |

- یادداشت: باید توجه داشت که همواره سکوهای بازدید بلندتری بر روی کوه‌ها یا پرتگاه‌ها و نه الزاماً ساختمان‌های ساخت دست بشر، وجود داشته‌اند..[۱۳]